# Мандричине
Мандри́чине (до 2024 року — Першотравне́ве) — селище у Богодухівській міській громаді Богодухівського району Харківської області України. Поштове відділення: Шарівське

## Географія
Селище Мандричине знаходиться на річці Мандричина, лівій притоці Мерчика. На річці велика загата. Вище за течією село Мар'їне. Нижче за течією — селище Шарівка. За 6 км залізнична станція Мар'їне.

## Історія
- 1921 — дата заснування.
- 12 червня 2020 року, відповідно до розпорядження Кабінету Міністрів України № 725-р «Про визначення адміністративних центрів та затвердження територій територіальних громад Харківської області», селище увійшло до Богодухівської міської громади[1].
- 19 липня 2020 року, в результаті адміністративно-територіальної реформи та ліквідації Богодухівського району (1923—2020), селище увійшло до складу новоутвореного Богодухівського району Харківської області[2].
- 19 вересня 2024 року Верховна Рада підтримала перейменування селища Першотравневе на Мандричине. 26 вересня 2024 року перейменування набуло чинності.[3]

## Голодомор: Уроки історії

Пам'ятник жертвам Голодомору 1932—1933 років у Мандричиному (Першотравневе)

Пам'ятник встановлений на сільському кладовищі на місці колективного поховання жертв Голодомору (приблизно на 50 осіб). Село перед голодомором 1932–1933 років нараховувало 120 дворів переселенців з числа незаможних селян, яким віддали наділи на колишніх церковних землях. Так званих «кулаків» у селі ніколи не було. Загалом під час голодомору в ньому загинуло близько 300 осіб. Пам'ятник створений у 1993 році в 60-ті роковини голодомору. Ініціатори створення — Михайло Петрович Бойченко, колишній секретар парткому радгоспу ім. Свердлова, та Микола Федорович Солоненко, полковник у відставці. Ідея створення пам'ятника виникла не випадково. Дід Миколи Бойченка, Тимофій Махота, був однією з найшановніших людей у селі, мав добре господарство, яке створив своєю працею. Але у 1933 році він був висланий на каторгу без жодних звинувачень, просто за розкладкою. Дід загинув на лісоповалах. Микола Солоненко народився у квітні 1933 року пухлим. Його мати також була опухлою від голоду. Він є одним з двох немовлят, що народилися того року і вижили. Як зазначив Микола Солоненко у своїй роботі «Виконуючи заповіти моїх замордованих голодом земляків» (Харків: Просвіта, 1999):
«Діти 1932-33 років народження вимерли майже повністю. Пізніше в селищі два роки поспіль не було набору в перший клас. Через це і мені довелося закінчити 10 клас у 19 років. Старших діток батьки намагалися підкидати в Харкові поближче до міліції. Значна частина цих діток знайшла смерть у Салтівських бараках, але немало вціліло, а згодом потрапили до Курязької колонії малолітніх злочинців. Саме оцим мученикам голоду С. Макаренко згодом давав „путевку в жизнь“ (С. 11).» Цікавий факт: «Жоден з партійців, які були з найбідніших і най ледачіших селян, не загинули з голоду, ні вони, ні їх діти». (Там само.). Про реальні причини голоду він повідомляє таке: Село не було занесено на «чорну дошку». Але в ньому були реквізиції продовольства. «Після вилучення зерна черга дійшла до городини, аж до насіння моркви, буряків, огірків, не кажучи про овочі. Люди знов опинилися в полі у пошуках втрачених і тепер перемерзлих овочів. Викопували здохлих тварин, поїдали кішок, собак, все що рухалось, виловлювали в річках молюсків» (С. 9). «А тим часом реквізовані продукти гнили, проростаючи на непристосованих майданчиках простонеба. На всю потужність працювали спиртзаводи Шарівки і Дублянки, що були поблизу мого селища. Вкрай зіпсоване зерно в яругах обливали гасом і спалювали, згодом засипали землею. На багатій родючій землі настало пекло.» (С. 9).

## Населення

### Мова
Розподіл населення за рідною мовою за даними перепису 2001 року:
| Мова       | Кількість | Відсоток |
| ---------- | --------- | -------- |
| українська | 734       | 92.68%   |
| російська  | 58        | 7.32%    |
| Усього     | 792       | 100%     |